# Lassie of Chester
Le Lassie of Chester est un ancien crevettier de la Baie de Morecambe (en anglais :Morecambe Bay Prawner) reconverti en cotre de plaisance britannique.
Son port d'attache actuel est au Port Penrhyn de Bangor en Pays de Galles.
Son immatriculation est : CH 68, portée sur la grand-voile.
Il est classé bateau historique par le National Historic Ships UK.

## Histoire
Le Lassie of Chester a été construit en 1937 sur le chantier naval Crossfield Brothers à Conwy. Il est l'un des derniers crevettiers de la Baie de Morecambe à être construit.
Il est d'abord enregistré avec l'immatriculation CH 51 et il est utilisé pour pêcher sur le fleuve Dee durant la seconde guerre mondiale. Puis il est enregistré au Port de Chester sous le matricule CH 68. Enfin, il se déplace dans le comté de Cumbria pour pêcher vers Fleetwood en étant enregistré au Port de Workington sous le matricule WO2.
Retiré du service de pêche à la fin des années 1980 il est mis à l'abandon. En 1994, il est acheté par Scott Metcalfe pour être converti en voilier de plaisance à Port Penrhyn (Bangor au Pays de Galles).
En 1995, il est racheté par Doug Smith de West Kirby (Merseyside), qui en effectue une réelle restauration (mâture, voilure et motorisation). Il est utilisé pour les régates de bateaux traditionnels et entretenu régulièrement.
Il a participé aux Les Tonnerres de Brest 2012.